# Gabriele Heidecker
Gabriele Heidecker (* 1961 in Linz; † 14. April 2008) war eine österreichische Architektin und Künstlerin.

## Leben und Werk
Gabriele Heidecker war ausgebildete Vermessungstechnikerin und arbeitete 13 Jahre in diesem Beruf. An der Universität für künstlerische und industrielle Gestaltung Linz studierte sie Architektur und diplomierte 2003. Von 2000 bis 2001 war sie als Studienassistentin an der Kunstuniversität tätig.
Schon während ihrer Studienzeit übernahm sie das Frauenreferat der österreichischen Hochschülerschaft.
Die Künstlerin war Vorsitzende des Vereins FIFTITU% und des Architekturforums Oberösterreich. Im Vorstand des Festivals der Regionen arbeitete sie seit 2005. Gabriele Heidecker war Mitglied des Aufsichtsrates der Kulturhauptstadt 2009 GmbH und des Linzer Kulturbeirates.
Schwerpunkte ihrer Arbeit waren der öffentliche Raum, Architektur- und Kunstvermittlung sowie Konzeptentwicklung. Die Künstlerin engagierte sich für kultur- und frauenpolitische Themen.
Gabriele Heidecker wurde mit zahlreichen Auszeichnungen geehrt, u. a. erhielt sie 2003 den Würdigungspreis des Bundesministeriums für Bildung, Wissenschaft und Kultur und 2008 den Kunstwürdigungspreis der Stadt Linz für Architektur. Die Architektin ist Namensgeberin für den Gabriele-Heidecker-Preis, der 2011 erstmals vergeben wurde.
Im gleichen Jahr wurde im Süden von Linz der Heideckerweg nach der Künstlerin benannt.
Gabriele Heidecker lebte und arbeitete in Linz. Sie war Mutter dreier Töchter.

## Auszeichnungen
- 2003 Kunstpreis der Arbeiterkammer Oberösterreich[3]
- 2003 Anerkennungspreis des Diözesankunstvereins
- 2003 Würdigungspreis des Bundesministeriums für Bildung, Wissenschaft und Kultur
- 2005 Talentförderungsprämie des Landes Oberösterreich
- 2008 Kunstwürdigungspreis der Stadt Linz für Architektur[4]